# Carl Pischinger

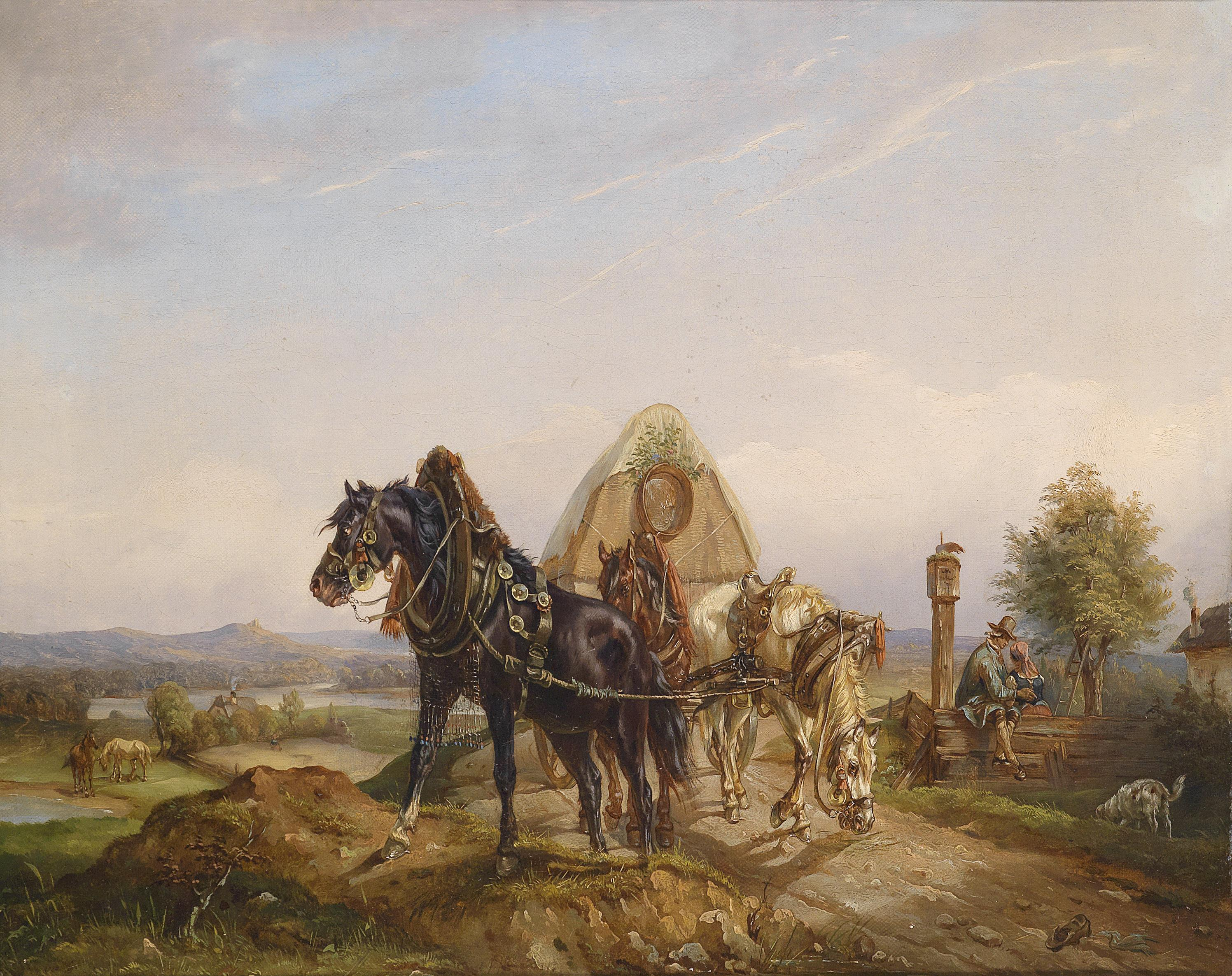
Carl Pischinger. Ein Fuhrwerk (1847)

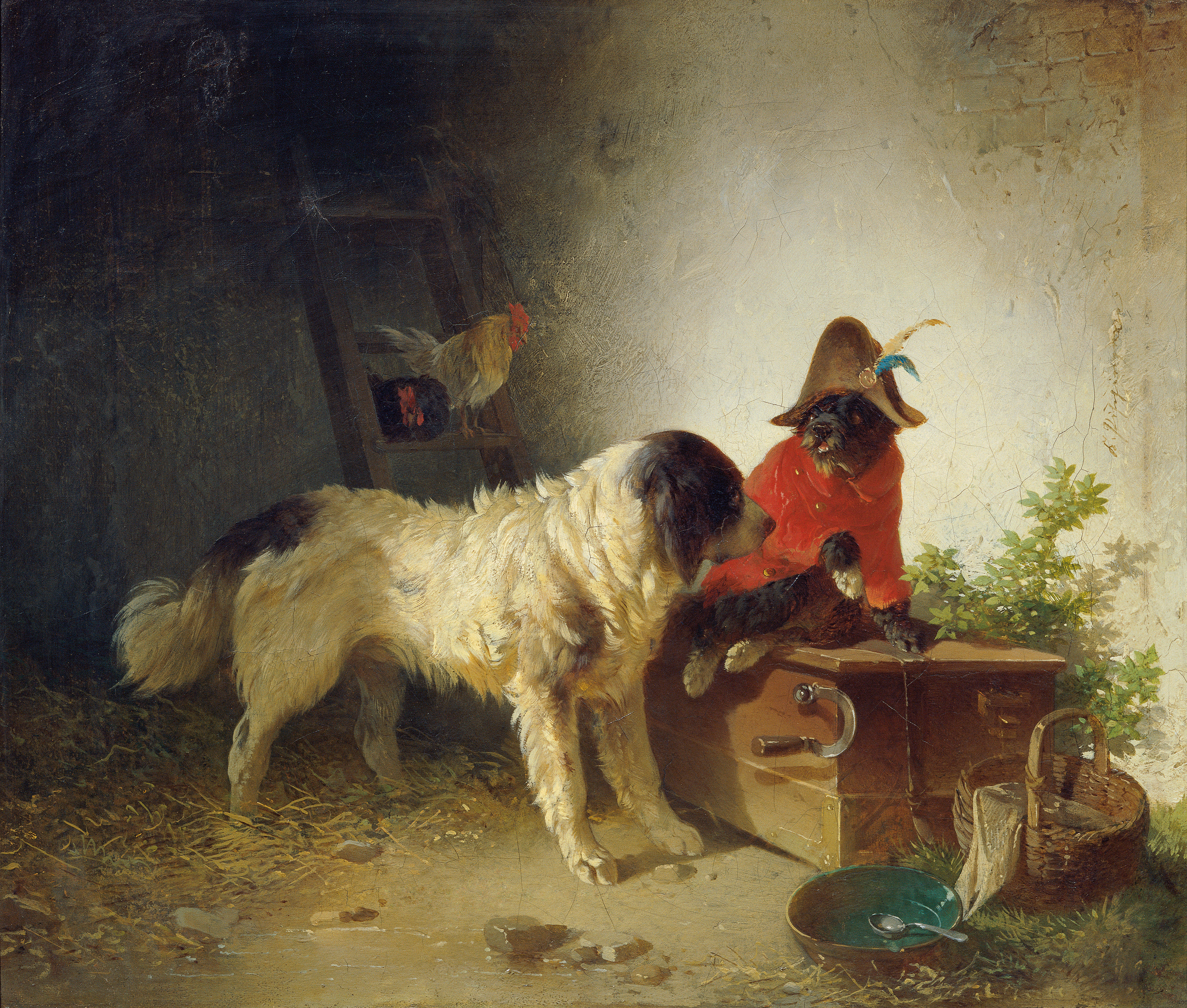
Carl Pischinger. Gute Freunde

Carl Pischinger (auch Karl, * 8. Mai 1823 in Streitdorf (Niederösterreich); † 26. Oktober 1886 in Liezen (Steiermark)) war ein österreichischer Maler, Radierer und Lithograph.

## Leben
Pischinger studierte an der Wiener Akademie der bildenden Künste im St. Annahof. Von Anfang an spezialisierte sich Pischinger in der Tiermalerei in Öl und Aquarell. In seinen Werken ist der Einfluss von Carl Schindler und Johann Matthias Ranftl bemerkbar.
Seit 1860 verbrachte Pischinger seine Sommer regelmäßig auf dem Landsitz von Nikolaus Dumba in Tattendorf und im Herbst in Liezen, wo er von Nikolaus Dumba eine Pension und freies Wohnrecht erhalten hatte. Er verstarb 1886 in dessen Jagdhaus in Liezen.

## Werke
Seine erste Bekanntheit hatte der junge Pischinger seinem Bild „Ein Fuhrwerk“ verdankt, das 1847 auf der Kunstausstellung der Akademie der bildenden Künste gezeigt und vom Österreichischen Kunstverein angekauft worden war. Einen größeren Anteil an seinem Werk nehmen die Tierdarstellungen ein, namentlich von Hunden, die in unterschiedlichen Zusammenhängen wiedergegeben sind und bei denen es ihm auf eine genaue tierpsychologische Schilderung ankam. Eine weitere Werkgruppe gehört – immer unter Einschluss von Tierdarstellungen – der Genremalerei an. Vor allem seine frühen Werke stellen dabei „meist nur kleine, unscheinbare Begebenheiten, heitere Idyllen“ dar, „bei denen die unfreiwillige Komik der Tierszenen dominiert. […] Sein Kolorit ist bunt, effektvoll in der Lichtführung und noch ganz dem Biedermeier verhaftet.“ Zu den in den Jahresausstellungen des Österreichischen Kunstvereins gezeigten Werken gehören u. a.: Ein Marktplatz (1851); Eine Brandstätte; Ein Wirthshaus (1855); Die angefallene Vogelscheuche; Der Mautheinnehmer; Auf dem Heumarkt (1856);  Dolce far niente; Die unterbrochene Fahrt (1857); Eine Untersuchung; – Alte Mauern; Ein Vorspann (1859); Der Nebenbuhler; Reisegepäck (1860); Bauernhof; Jahrmarkt (1863); Der Schwächere hat das Zusehen (1864); Vor dem Stadtthore (1866); Vagabundenlager (1868).

## Ausstellungen
- Carl Pischinger. Sonderausstellung zum 100. Geburtstag. Bezirksmuseum Stockerau 1986.
- Carl Pischinger. Ein Tiermaler des Biedermeier. Gauermann-Museum Miesenbach-Scheuenstein, vom 8. Mai 2011 bis 8. Mai 2012.